# IÉSEG School of Management
IÉSEG School of Management és una escola de negocis europea amb seus a Lilla i La Défense. Va ser fundada l'any 1964. IÉSEG se situa entre les escoles de negocis més ben valorades del món: el 2019 va ocupar la trenta terç posició a la llista de les millors escoles de negocis europees publicada pel Financial Times.
Els programes de l'escola compten amb una triple acreditació, a càrrec dels organismes AMBA, EQUIS i AACSB. Per l'escola hi han passat més de 9.000 estudiants que després han ocupat llocs de responsabilitat en el món dels negocis i la política, com ara Christophe Catoir (CEO Adecco France) i Nicolas Wallaert (CEO Cofidis France).